# 比利时站
比利时站（Belgica）是布鲁塞尔地铁6号线的车站，位于比利时布鲁塞尔首都大区热特与圣扬斯-莫伦贝克的交界处。

## 名称
该站得名于上方的比利时大道（Boulevard Belgica/Belgicalaan），其以1897-1899年服务于比利时南极探险队的研究船比利时号命名。